# Suchá zídka

Suchá zídka.

Suchá zídka je prvek zahradní architektury, který je používán v zahradách, sadech a parcích. Suché zídky jsou tvořeny stavebním materiálem, nejčastěji kameny, zeminou a výsadbou, obvykle bez použití jiného pojiva (malty). V některých případech je při stavbě malta jako pojivo použita nebo doporučena. Suchá zídka není gabion, není pouhá kamenná zeď, je spíše zahradní úpravou podřízenou pravidlům sadovnické tvorby, výsadbou a použitím kamene je velmi blízká skalce.
Suché zídky lze budovat tam, kde je nutné zachytit tlak zeminy násypu, jako nenáročné opěrné zdi, které jsou součástí kompozice, nebo i tam, kde je třeba v zemních zářezech udržet terén (zárubní zeď). Suché zídky lze použít v dobře promyšlené kompozici i jako součást zvýšeného záhonu.

## Materiál
Jejich výtvarné ztvárnění musí být podřízeno celkové koncepci sadovnického díla. Suché zídky nesmějí působit rušivě a tvrdě. Suché zídky jsou navrhovány jako nízké, maximálně 120—150 cm vysoké stavby. Suché zídky jsou stavěny bez malty jen do 100 cm. Vysoké zdi špatně vzdorují tlaku a jsou méně vzhledné. Je-li výškový rozdíl větší, mají být založeny raději dvě nebo více nižších zídek terasovitě nad sebou. Zídky se mohou střídat s mírnými travnatými svahy, rovinkami, nebo mají být zídky přerušeny schodišti a chodníčky.
Nejvhodnějším stavebním materiálem je kámen. Je vhodné používat kámen štípaný plošně, pevný tak aby se vlivem počasí nerozpadal. Stavební materiál (kámen) použitý na zídku má být vždy jednoho druhu. Důležitá je barva kamene. Nejpůsobivější jsou světlé a teplé odstíny kamene.

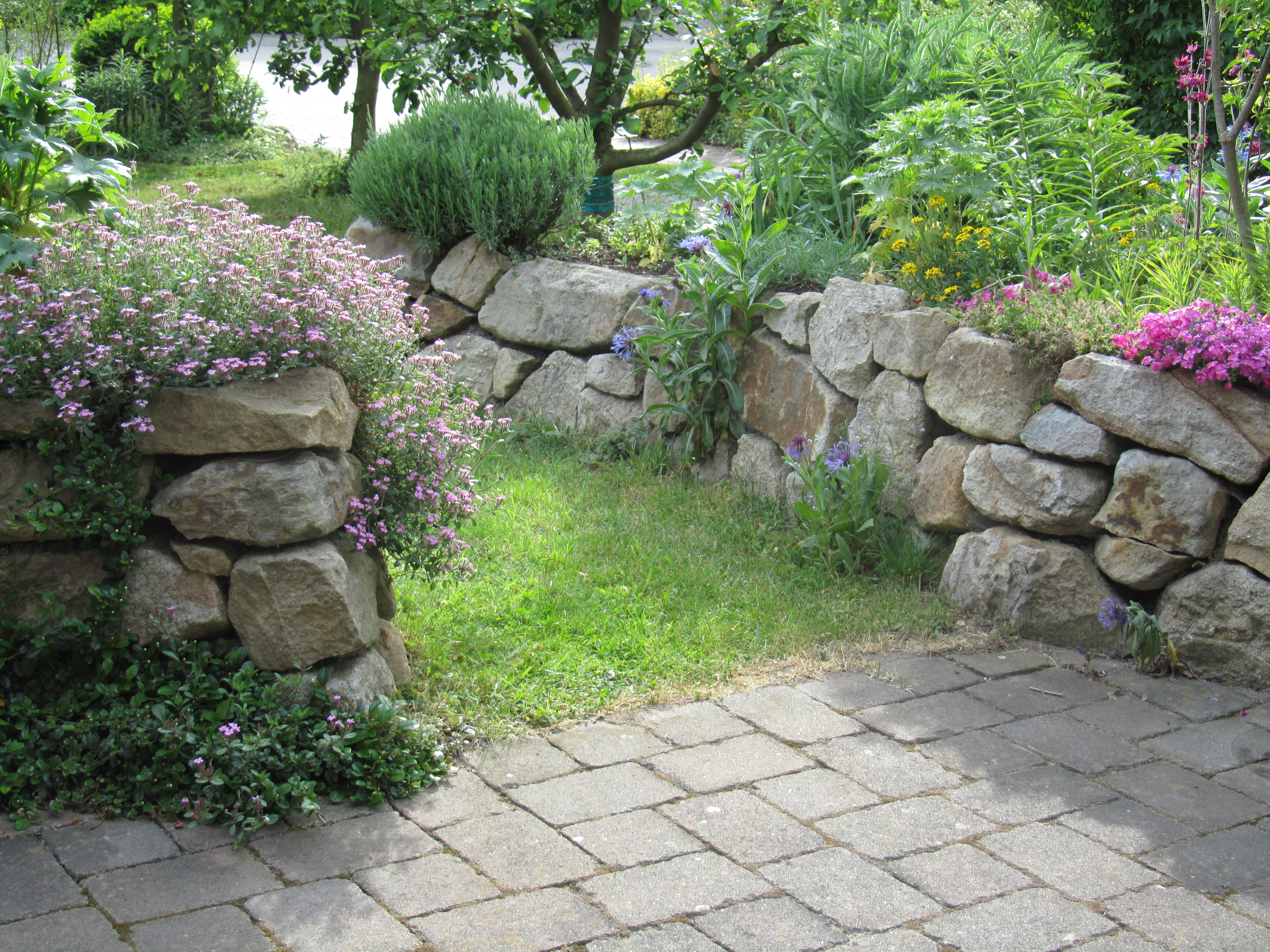
Zídka upravená podobně jako suchá zídka.

Schodiště vedoucí zídkou musí být ze stejného materiálu jako suchá zídka a lze je zdůraznit vyššími květinami nebo poléhavými dřevinami, vysazenými na okraji schodiště. Vysazené květiny nemají zakrývat více než l/2 lícní strany zídky. K výsadbě jsou používány většinou otužilé a nenáročné skalničky.

## Stavba
Šířka základové rýhy má být nejméně 40 cm hluboká. Na betonový základ se kladou další kameny. Suché zídky jsou stavěny bez použití malt či betonů jako pojiva a při správném stavebním postupu je stavba kvalitou zcela dostatečná i dlouhodobě. Pro větší pevnost zídky je ale někdy doporučováno spáry vyplnit cementem. S ohledem na zvýšení pevnosti a snížení údržby tak lze zídky stavět na cementovou maltu a pro rostliny ponechat místy otvory.
Druhou a další vrstvy kamene při stavbě je třeba položit vždy o 2—3 cm dozadu tak, aby kameny měly spád proti svahu a zídka byla mírně šikmá. Tím bude dosaženo vyšší stability a zídka bude zachycovat více srážek, nebude docházet k vyplavování země ze spár. Jednotlivé kameny je třeba podsypávat nezaplevelenou zeminou.
Tloušťka suché zídky na vrcholu zdi má činit 25—30 cm. Šířka spár pro výsadbu rostlin má být 2—3 cm.

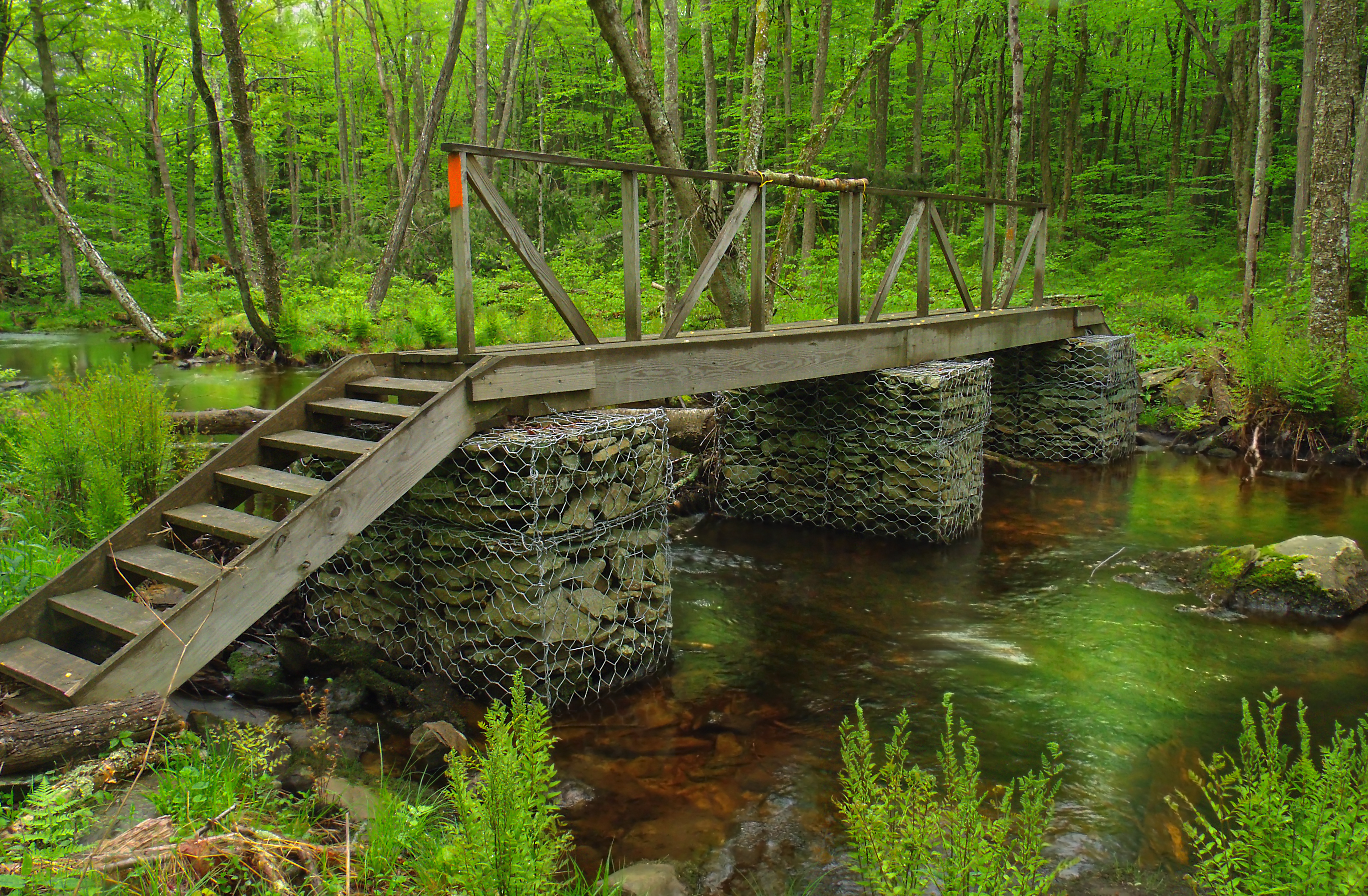
Gabionová zídka

### Gabionová zídka
Zvláštním typem suché zídky je také gabionová zídka. Ta je tvořena obvodovým mřížovým košem nebo klecí, která vyplněna sypaným štěrkem/kamením.

## Výsadba

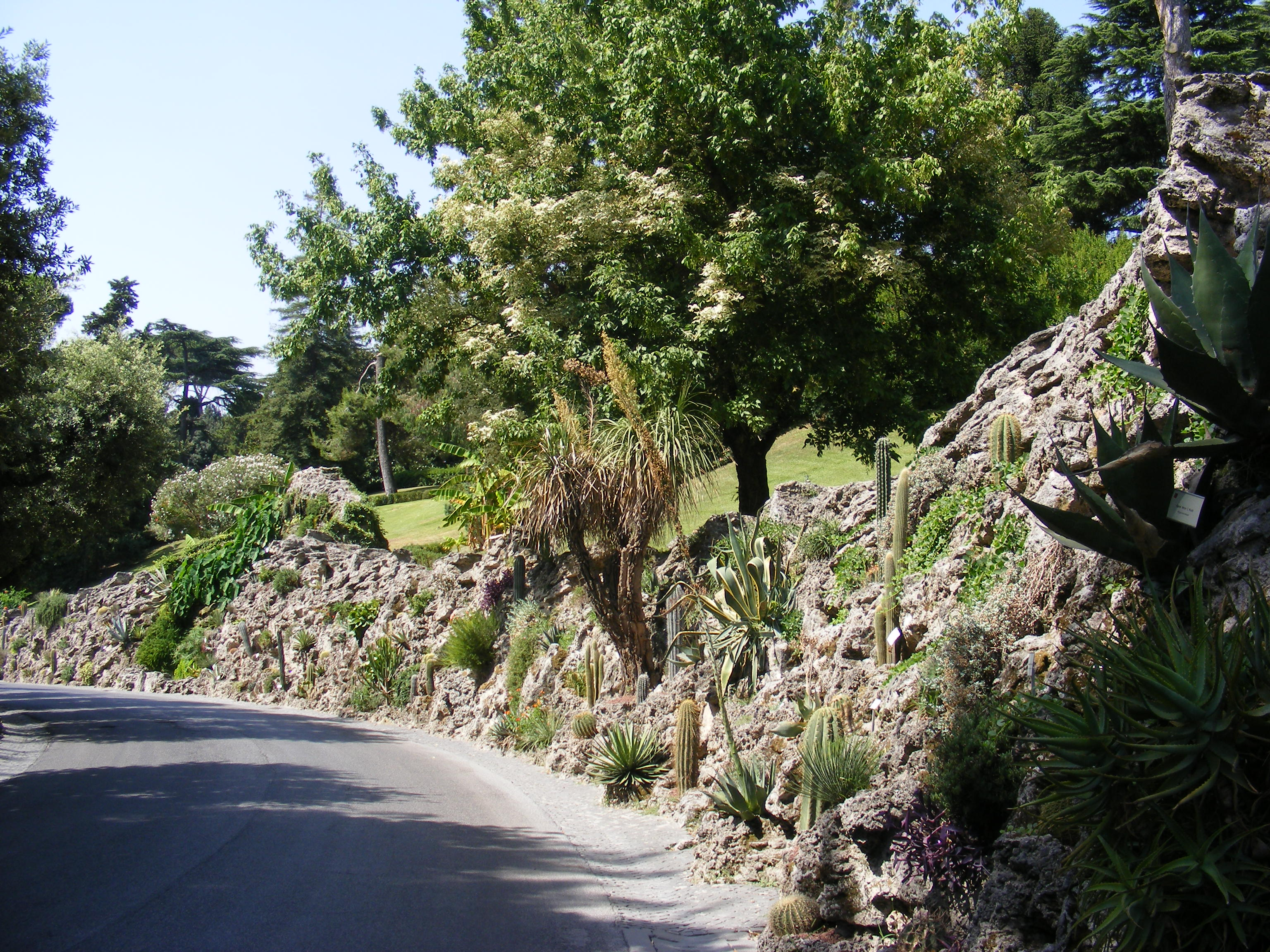
Suchá zídka s kaktusy ve Vatikánu upravená podobně jak by mohla vypadat suchá zídka.

Zídka má být osazována buď hned při stavbě, nebo po dokončení. Rostliny se vysazují do kolmých spár, které jsou podloženy kamenem nižší vrstvy, aby rostlina při neopatrné zálivce nevypadla a také netrpěla tolik suchem. Úprava okolí zídek má být co nejpřirozenější.
Květiny je vhodné vkládáme do spár a utěsnit živnou a kyprou zemí a navíc, je li ta možnost, ještě také mechem. K osázení se používají nižší nenáročné kvetoucí trvalky. Rostlin nesmí být mnoho, protože kámen je význačný dekorační prvek, který slouží k vyznačení určitých linií a ke zdůraznění výškových rozdílů. Nad zídkou, za korunou zídky, je vhodné založit květinový záhon, který osázíme nižšími trvalkami Ten je vhodným estetickým doplňkem suché zídky a někdy jsou zde používány i středně vysoké trvalky a keře. Nejpůvabněji ovšem působí nízké polštářovité trvalky, které změkčují vrchní lícní hranu zídky.
K změkčení okrajů schodišť, rohů zídek a k přerušení dlouhých strohých linií lze vysázet nízké poléhavé dřeviny, např. skalníky, jalovce aj. Pod zídkou a v popředí jsou doporučeny vysadit plazivé polštářovité rostliny, skalničky, které se tu a tam přeruší trsem vyšších květin. Cesta pro návštěvníky má být s odstupem alespoň 50 cm od zídky.

## Údržba
K základnímu ošetření po vysázení patří především pravidelné pletí, občasné opatrné nakypření půdy kolem rostlin, přiměřená zálivka, ochrana choulostivých rostlin před mrazem a kontrola uvolněných kamenů. Ochrana před mrazem má být provedena nejlépe chvojím, aby se uchránily před holomrazy a zimním sluncem. Náročností údržby jsou srovnatelné se štěrbinovými skalkami.